# Wereldkampioenschap rallycross
Het wereldkampioenschap rallycross (afkorting WRX) is een rallycrosskampioenschap georganiseerd door de FIA in samenwerking met IMG.

## Format

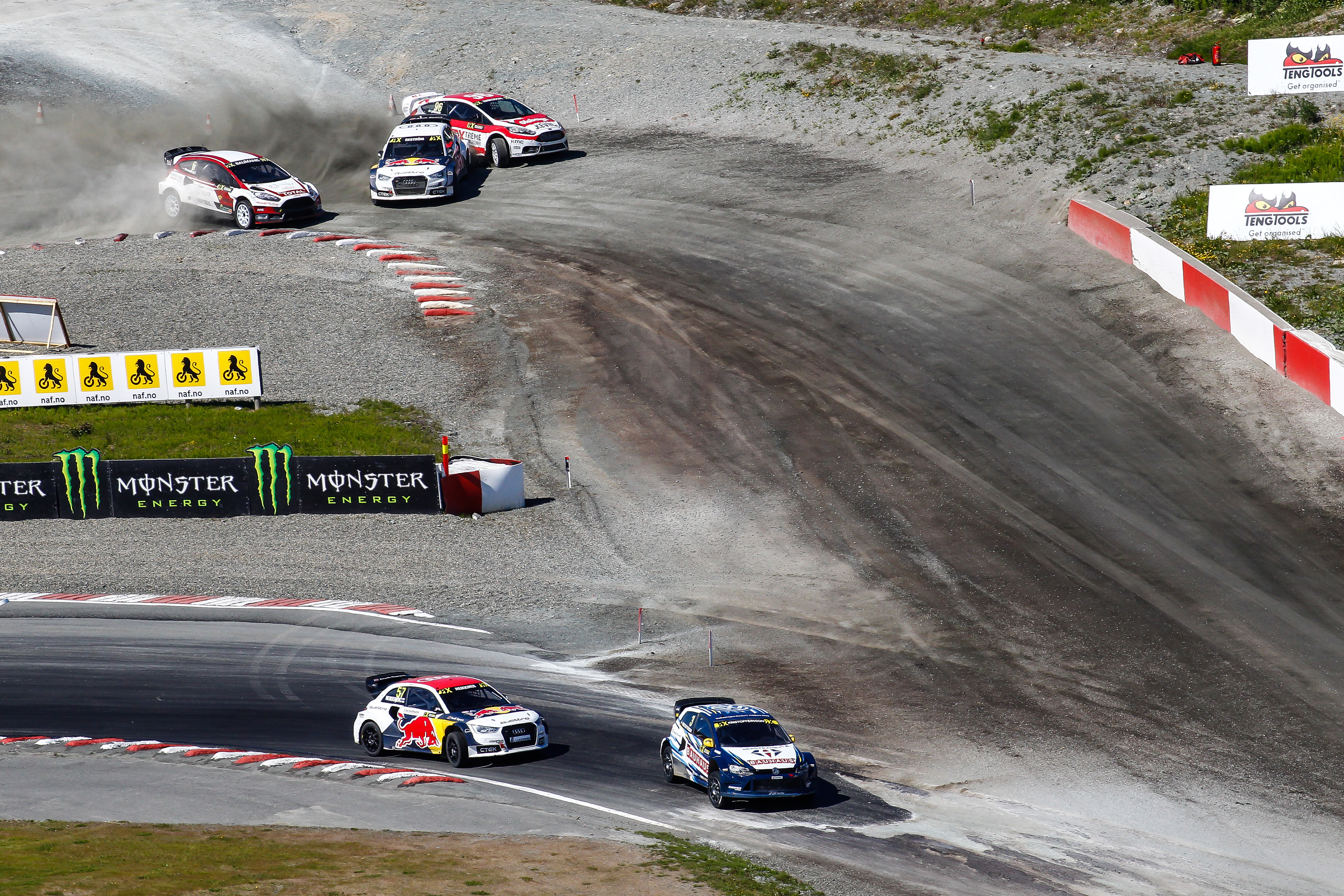
Een normale ronde (onder) en een "joker" (boven)

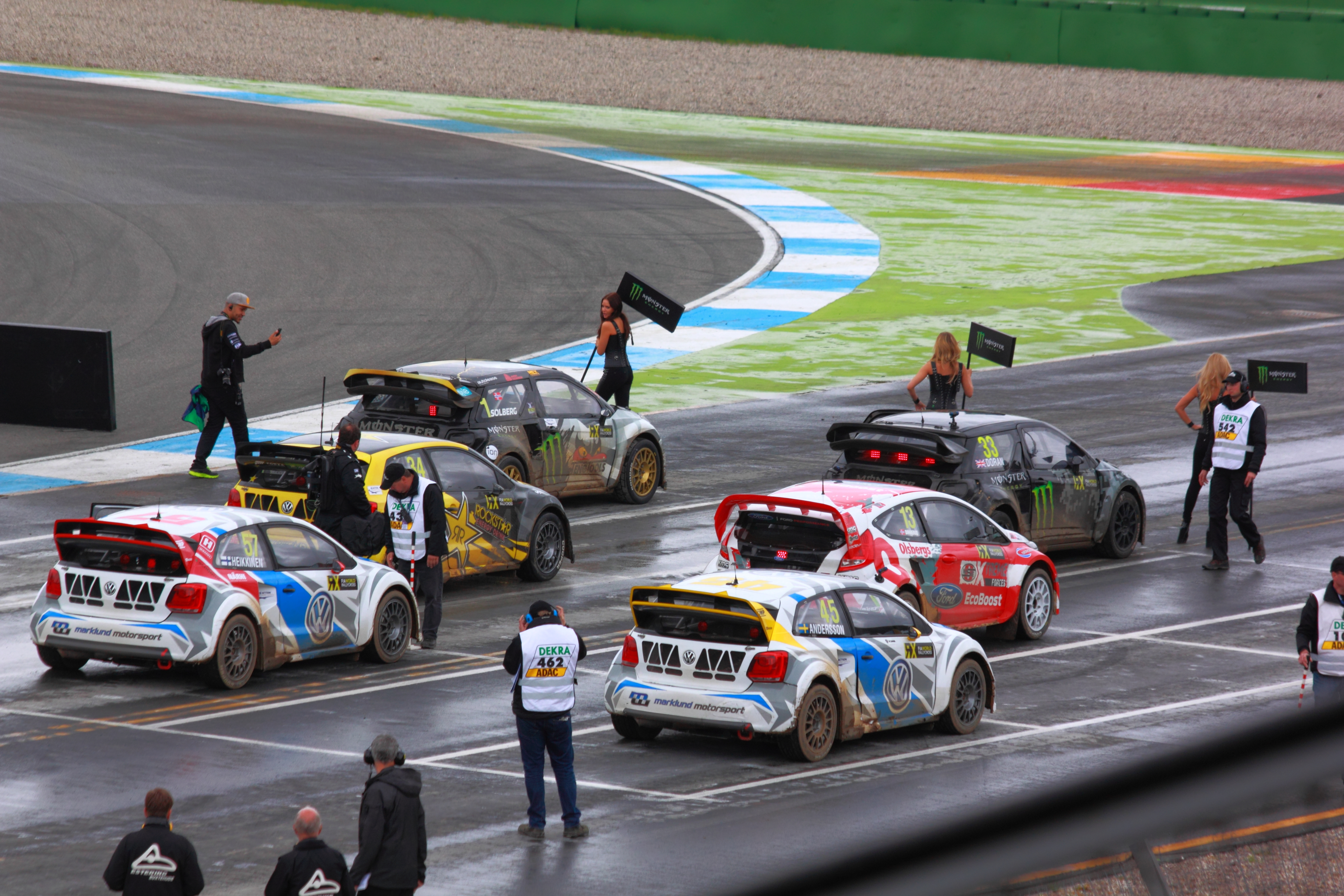
De grid voorafgaand aan een halve finale

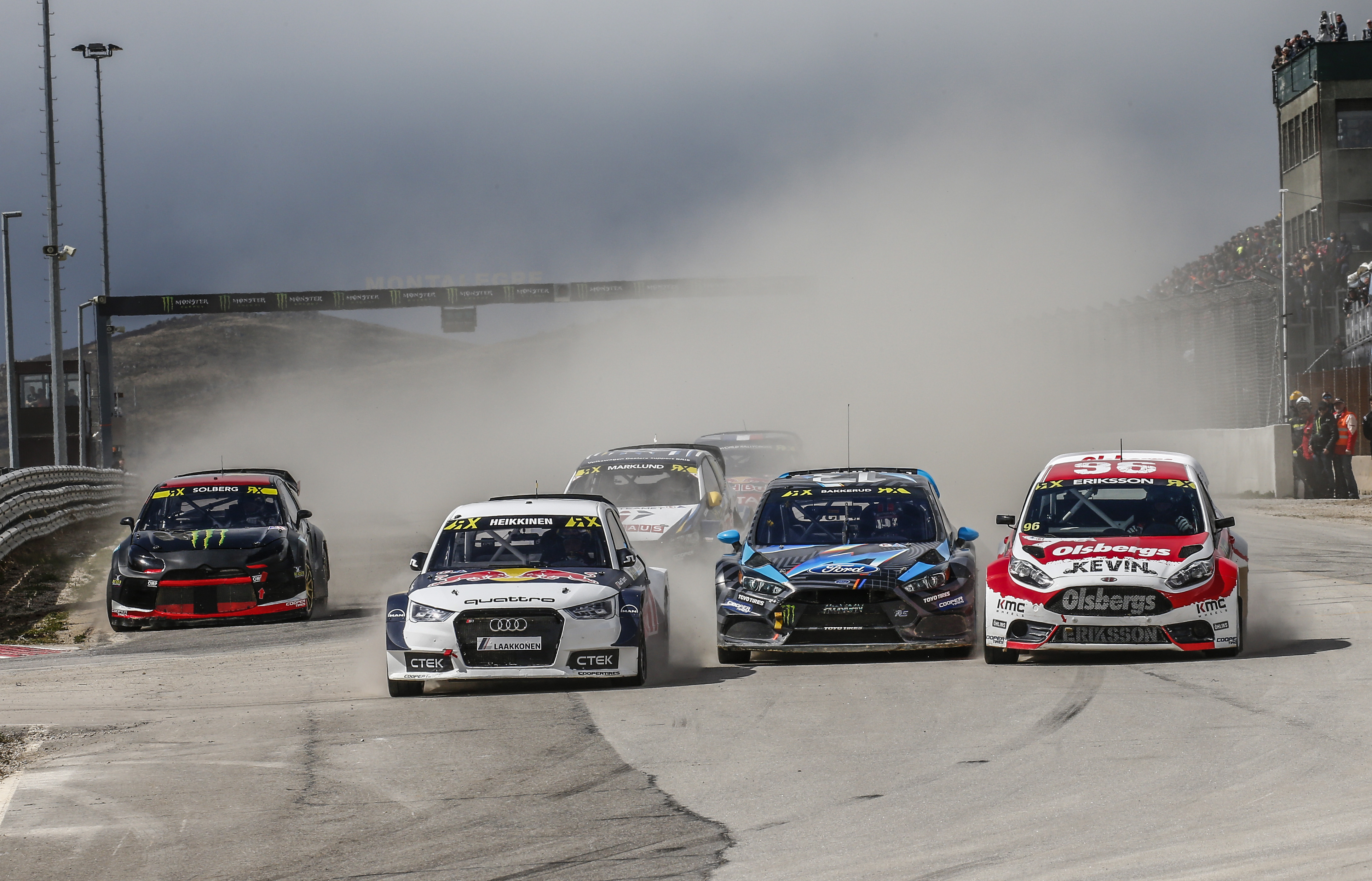
De start van een halve finale

Evenementen van het WRX duren twee dagen, die plaatsvinden op gesloten circuits op een gemixte ondergrond (meestal asfalt en onverharde wegen). Een evenement bestaat uit de volgende sessies:
- Vier kwalificatieheats, waaraan drie tot vijf auto's deelnemen. De coureur met de snelste tijd na vier ronden (inclusief een zogeheten "joker", waarin de coureur verplicht eenmalig een langere lay-out van het circuit moet rijden) wordt uitgeroepen tot winnaar van de kwalificatie. Coureurs ontvangen punten gebaseerd op hun finishposities. Na vier kwalificatieronden worden deze punten bij elkaar opgeteld en de twaalf coureurs met de meese punten plaatsen zich voor de volgende ronde.
- Twee halve finales, waaraan elk zes auto's deelnemen. De races duren zes ronden (inclusief een "joker"). De drie hoogstgeplaatste coureurs in elke halve finale plaatsen zich voor de finale.
- Een finale, waaraan zes auto's deelnemen. Deze race duurt ook zes ronden (inclusief een "joker"). De winner van de finale wordt gezien als de winnaar van het evenement. Het is echter niet altijd het geval dat de winnaar van de finale de meeste kampioenschapspunten scoorde tijdens het evenement.

## Categorieën
In het kampioenschap worden twee klassen verreden met de namen Supercar en RX2. In 2020 zou het kampioenschap volledig met elektrische auto's worden gereden, maar deze introductie werd later uitgesteld tot 2021 om fabrikanten meer tijd te geven om zich in te schrijven en voor te bereiden.

## Puntensysteem
|              | 1e | 2e | 3e | 4e | 5e | 6e | 7e | 8e | 9e | 10e | 11e | 12e | 13e | 14e | 15e | 16e |
| ------------ | -- | -- | -- | -- | -- | -- | -- | -- | -- | --- | --- | --- | --- | --- | --- | --- |
| Kwalificatie | 16 | 15 | 14 | 13 | 12 | 11 | 10 | 9  | 8  | 7   | 6   | 5   | 4   | 3   | 2   | 1   |
| Halve finale | 6  | 5  | 4  | 3  | 2  | 1  |    |    |    |     |     |     |     |     |     |     |
| Finale       | 8  | 5  | 4  | 3  | 2  | 1  |    |    |    |     |     |     |     |     |     |     |

- Een rode achtergrond betekent dat deze coureur zich niet plaatst voor de volgende ronde.

## Kampioenen
| Seizoen | Kampioenschap voor coureurs | Kampioenschap voor coureurs | Kampioenschap voor coureurs |                        | Kampioenschap voor teams | Kampioenschap voor teams |
| Seizoen | Coureur                     | Team                        | Auto                        | Team                   | Auto                     |                          |
| ------- | --------------------------- | --------------------------- | --------------------------- | ---------------------- | ------------------------ | ------------------------ |
| 2014    | Petter Solberg              | PSRX                        | Citroën DS3                 | Olsbergs MSE           | Ford Fiesta ST           |                          |
| 2015    | Petter Solberg              | SDRX                        | Citroën DS3                 | Team Peugeot-Hansen    | Peugeot 208              |                          |
| 2016    | Mattias Ekström             | EKS RX                      | Audi S1                     | EKS RX                 | Audi S1                  |                          |
| 2017    | Johan Kristoffersson        | PSRX Volkswagen Sweden      | Volkswagen Polo GTI         | PSRX Volkswagen Sweden | Volkswagen Polo GTI      |                          |
| 2018    | Johan Kristoffersson        | PSRX Volkswagen Sweden      | Volkswagen Polo R           | PSRX Volkswagen Sweden | Volkswagen Polo R        |                          |

| Seizoen | RX Lites/RX2-kampioenen | RX Lites/RX2-kampioenen | RX Lites/RX2-kampioenen |
| Seizoen | Coureur                 | Team                    | Auto                    |
| ------- | ----------------------- | ----------------------- | ----------------------- |
| 2014    | Kevin Eriksson          | Olsbergs MSE            | OMSE RX Lite Car        |
| 2015    | Kevin Hansen            | Hansen Junior Team      | OMSE RX Lite Car        |
| 2016    | Cyril Raymond           | Cyril Raymond           | OMSE RX Lite Car        |
| 2017    | Cyril Raymond           | Cyril Raymond           | OMSE RX2 Car            |
| 2018    | Oliver Eriksson         | Olsbergs MSE            | OMSE RX2 Car            |